# Kolkankarit
Kolkankarit är ett skär i Nagu, Finland.   Den ligger i Pargas stad i den ekonomiska regionen  Åboland  och landskapet Egentliga Finland. Ön ligger just söder om Själö, omkring 5 kilometer nordost om Nagu kyrka,  30 kilometer sydväst om Åbo och 160 km väster om Helsingfors. Närmaste allmänna förbindelse är förbindelsebryggan vid Själö som trafikeras av M/S Falkö och M/S Östern.